# Gluviopsilla discolor
Genre
Espèce
Synonymes
- Gluviopsis rufescens discolor Kraepelin, 1899

Gluviopsilla discolor, unique représentant du genre Gluviopsilla, est une espèce de solifuges de la famille des Daesiidae.

## Distribution
Cette espèce se rencontre en Grèce, en Turquie, en Syrie, en Algérie et en Somalie.

## Description
La femelle holotype mesure 13 mm.
Les mâles mesurent de 15 à 18 mm et la femelle 15 mm.

## Publications originales
- Kraepelin, 1899 : Zur Systematik der Solifugen. Mitteilungen aus dem Naturhistorischen Museum in Hamburg, vol. 16, p. 195–259 (texte intégral).
- Roewer, 1933 : Solifuga, Palpigrada. Dr. H.G. Bronn's Klassen und Ordnungen des Thier-Reichs, wissenschaftlich dargestellt in Wort und Bild. Akademische Verlagsgesellschaft M. B. H., Leipzig. Fünfter Band: Arthropoda; IV. Abeitlung: Arachnoidea und kleinere ihnen nahegestellte Arthropodengruppen, vol. 2/3, p. 161–480 (texte intégral).